# للبشرية جمعاء (مسلسل تلفزيوني)
للبشرية جمعاء (بالإنجليزية For All Mankind) مسلسل تلفزيوني بث عبر تلفزة الويب من نمط الخيال العلمي أنشأه وكتبه رونالد دي مور، ومات وولبرت، وبن نيديفي وتم إنتاجه لصالح أبل تي في +. المسلسل يسلط الضوء على تاريخ بديل يصور «ما كان سيحدث لو لم ينته سباق الفضاء العالمي» بعد أن نجح الاتحاد السوفيتي في أول هبوط مأهول على سطح القمر قبل الولايات المتحدة.
المسلسل من بطولة جويل كينمان في دور البطولة كرائد الفضاء المتخيل في ناسا «إدوارد بالدوين» وطاقم أبولو 11 (نيل أرمسترونج وباز ألدرين ومايكل كولينز) كشخصيات في القصة. يظهر مايكل دورمان ورين شميدت شانتيل فانسانتين وسارة جونز وجودي بلفور ومايكل هارني وكولم فيور في الأدوار الداعمة في المسلسل. أخرج سيث جوردون أول حلقتين من الموسم الأول. 
تم عرضه لأول مرة في 1 نوفمبر 2019، وتم تجديده بواسطة Apple TV + في أكتوبر 2019 لموسم ثانٍ. وستُعرض أولى حلقات الموسم الثاني في 19 فبراير 2021. وأكدت الشركة المنتجة التخطيط لموسم ثالث في ديسمبر 2020.

## الفرضية
كانت أول مهمة مأهولة إلى القمر خلال سباق الفضاء في أواخر الستينيات بمثابة نجاح عالمي لناسا والولايات المتحدة. تطرح هذه الدراما السؤال التالي: «ماذا لو لم ينتهِ سباق الفضاء أبدًا؟» 
في خط زمني بديل، أصبح رائد الفضاء السوفيتي، أليكسي ليونوف، أول إنسان يهبط على سطح القمر. هذه النتيجة تدمر الروح المعنوية في ناسا، ولكنها تحفز أيضًا الجهود الأمريكية للحاق بالركب. مع تأكيد الاتحاد السوفيتي على التنوع من خلال إشراك امرأة في عمليات الإنزال اللاحقة، تضطر الولايات المتحدة إلى مواكبة الخطوات المتلاحقة، وتدريب النساء والأقليات الذين تم استبعادهم إلى حد كبير من العقود الأولى لاستكشاف الفضاء في الولايات المتحدة. 

## الممثلون والشخصيات

### الأساسية
- جويل كينمان بدور إدوارد بالدوين
- مايكل دورمان بدور جوردو ستيفنز
- ورين شميت بدور مارجو ماديسون
- سارة جونز بدور تريسي ستيفنز
- شانتيل فانسانتين بدور كارين بالدوين
- جودي بلفور بدور إلين ويلسون (ني ويفرلي)

### شخصيات تاريخية
- كريس أجوس بدور باز ألدرين
- مات باتاجليا بدور جون غلين
- كريس باور بدور ديك سلايتون
- جيف برانسون بدور نيل آرمسترونغ
- دان دونوه بدور توماس باين أوتن
- كولم فيور بدور فيرنر فون براون
- ريان كينيدي بدور مايكل كولينز
- إريك لادن بدور جين كرانز
- ستيفن بريتشارد بدور بيت كونراد
- ريبيكا ويسوكي بدور مارج سلايتون
- بن بيجلي بدور تشارلي ديوك
- فرانك بورمان بنفسه (مخزون لقطات)
- جيم لوفيل بنفسه (مخزون لقطات)
- آلان شيبرد بنفسه (لقطات مخزنة، يشار إليها أيضًا في الحلقة 1)
- غوس جريسوم بنفسه (لقطات مخزنة، يشار إليها أيضًا في حلقات مختلفة)
- سكوت كاربنتر بنفسه (مخزون لقطات)
- جوردو كوبر بنفسه (مخزون لقطات)
- والي شيرا بنفسه (مخزون لقطات)

### متكرر
- مايكل هارني بدور جاك برودستريت
- تايت بلوم بدور شين بالدوين (ابن إد وكارين بالدوين)
- أرتورو ديل بويرتو بدور أوكتافيو روساليس (مهاجر مكسيكي غير شرعي يستقر في هيوستن مع ابنته أليدا ويحصل على وظيفة حارس في مركز جونسون للفضاء)
- نوح هاربستر بدور بيل شتراوسر (مراقب البعثة)
- كريس مارشال بدور دانييل بول (رائدة فضاء أمريكية من أصل أفريقي)
- إدوين هودج بدور كلايتون بول (زوج دانييل)
- تريسي مولهولاند بدور جلوريا سيدجويك (زوجة فرانك سيدجويك)
- ديف باور بدور رائد الفضاء فرانك سيدجويك (طيار وحدة القيادة في أبولو 15)
- ماسون تيمز بدور داني ستيفنز (الابن الأكبر لغوردو وتريسي ستيفنز)
- أوليفيا تروجيلو بدور أليدا روساليس
- سونيا والجر بدور مولي كوب (واحدة من طاقم ميركوري 13 وأول رائدة فضاء أمريكية إلى القمر؛ اختار منتجو المسلسل لقب الشخصية باسم «كوب» لتكريم جيرالدين إم. كوب التي توفت أثناء تصوير الموسم الأول من المسلسل) [7]
- ميغان ليذرز بدور بام هورتون (ساقية الحانة، وعشيقة إيلين)
- والاس لانغام بدور هارولد وايزنر (مدير ناسا في إدارة تيد كينيدي؛ حل محل توماس باين كرئيس لناسا)
- نيت كوردري بدور لاري ويلسون (مهندس ناسا مثلي الجنس يتظاهر بأنه صديق إلين وزوجها اللاحق)
- ليونورا بيتس بدور إيرين هندريكس (أول مديرة طيران، حلت محل جين كرانز في الفريق الأبيض)
- دان وارنر في بدور الجنرال آرثر ويبر، القوات الجوية الأمريكية (مسؤول الاتصال العسكري بوكالة ناسا)
- ليني جاكوبسون بدور واين كوب، زوج مولي الفنان
- مارك إيفانير بدور ميخائيل ميخائيلوفيتش فاسيليف، رائد فضاء سوفيتي

## إنتاج

### التطوير
وفقًا لرونالد دي مور، جاءت فكرة العرض أثناء الغداء مع رائد فضاء ناسا السابق غاريت ريزمان، عندما ناقشوا إمكانية وجود تاريخ بديل وصل فيه السوفييت إلى القمر قبل الأمريكيين. في 15 ديسمبر 2017، تم الإعلان عن أن شركة آبل قد أعطت الأمر بإنتاج موسم واحد. تم إنشاء المسلسل بواسطة رونالد دي مور. ومات وولبرت وبن نيديفي سيناريو وإخراج الدراما بشكل مشترك. عملت ماريل ديفيس كمنتج تنفيذي.
من المقرر أن تشمل شركات الإنتاج المشاركة في المسلسل شركة Sony Pictures Television و Tall Ship Productions.        
في 5 أكتوبر 2018، تم الإعلان عن أن المسلسل قد أطلق عليه رسميًا عنوان For All Mankind. تم تجديد المسلسل للموسم الثاني في أكتوبر 2019. 

### الاختيار
في أغسطس 2018، أُعلن أن جويل كينمان ومايكل دورمان وسارة جونز وشانتل فانسانتن ورين شميت قد تم اختيارهم في الأدوار الرئيسية وأن إريك لادن وأرتورو ديل بويرتو وريبيكا ويسوكي سيظهرون بشكل متكرر.   في 5 أكتوبر 2018، أفادت الأنباء أن جودي بلفور قد تم اختيارها في دور منتظم. 

### التصوير
بدأ التصوير المبدئي للمسلسل في أغسطس 2018 في لوس أنجلوس، كاليفورنيا. في مارس 2019، ذكرت صحيفة نيويورك تايمز أن التصوير قد انتهى.